# 관시파카
관시파카(Propithecus coronatus)는 마다가스카르에서 발견되는 시파카의 일종이다. 몸 길이는 꼬리 길이 47~57cm를 포함하여, 87~102cm정도이다. 관시파카는 마다가스카르의 서부에 산다. 건조한 낙엽성의 숲에서 생활한다.
몸의 털은 머리를 포함하여 거의 크림색의 흰색을 띠며, 목과 턱 밑은 어두운 갈색이다. 2 마리에서 8마리 사이의 군집 생활을 한다.